# Myrcia cardiophylla
Myrcia cardiophylla là một loài thực vật có hoa trong Họ Đào kim nương. Loài này được (O.Berg) Reichardt mô tả khoa học đầu tiên năm 1884.